# Granges-les-Beaumont
 Granges-les-Beaumont  là một xã thuộc tỉnh Drôme trong vùng Auvergne-Rhône-Alpes đông nam nước Pháp. Xã Granges-les-Beaumont nằm ở khu vực có độ cao trung bình 120 mét trên mực nước biển.